# Базиліка Нотр-Дам де Віктуар
Базиліка Нотр-Дам-де-Віктуар (фр. Basilique Notre-Dame-des-Victoires) — римо-католицька церква в Парижі. Має почесний статус «мала базиліка». Вона єдина будівля, що збереглася від комплексу монастиря августинців. Історична пам'ятка Франції.

## Розташування
Базиліка Нотр-Дам-де-Віктуар розташовується на однойменній вулиці у II окрузі Парижа, біля площі Петіт-Перес, на північ від моста Пон-Неф та вулиці Ріволі.

## Історія
Рішення про будівництво базиліки Нотр-Дам-де-Віктуар було прийнято у 1628 році, відразу після взяття військами Людовика XIII Ла-Рошель. Для будівництва базиліки обрали діючий з 1619 року монастир августинців. Монастир до наших днів не зберігся.

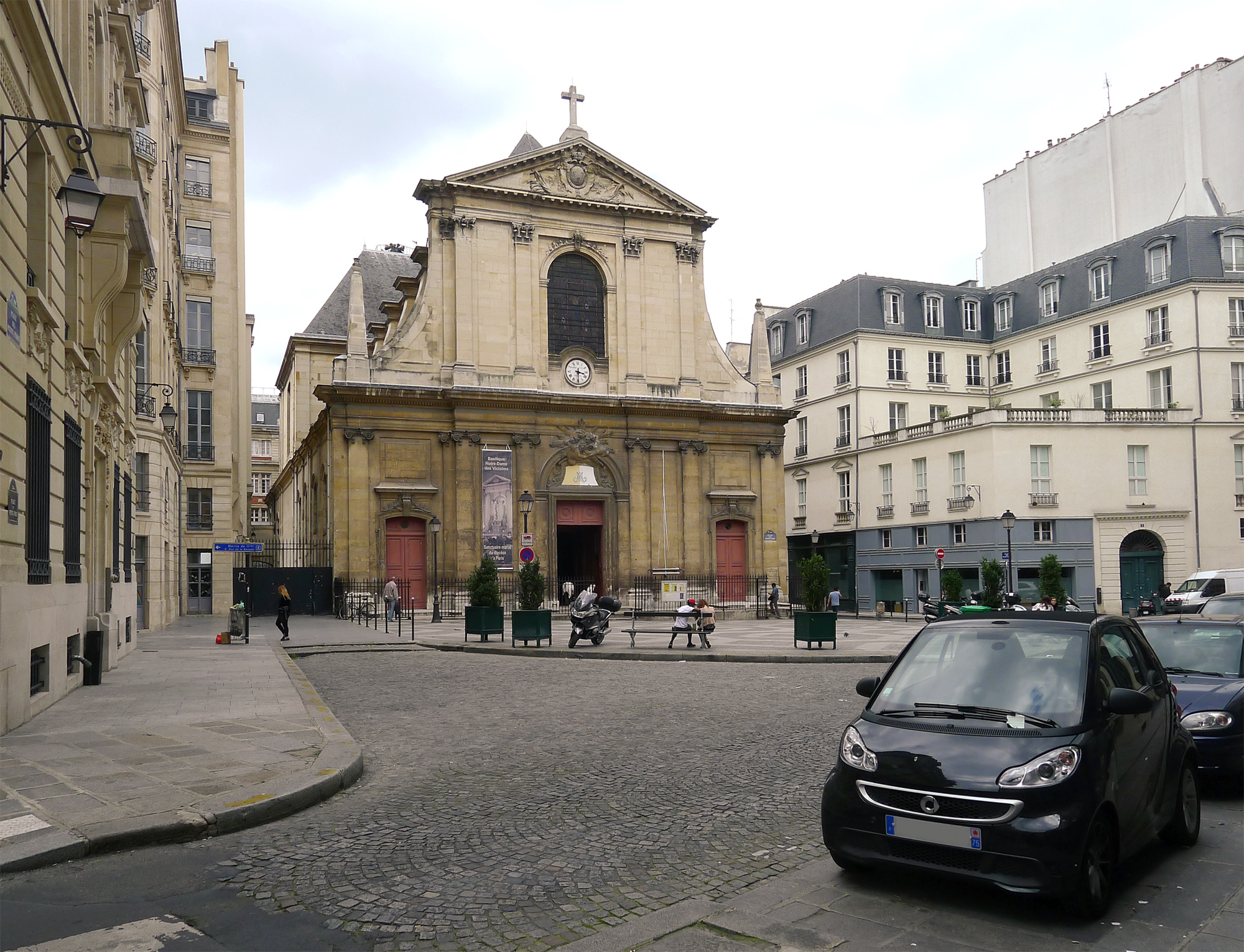

9 грудня 1629 року перший камінь базиліки заклав король Людовик XIII. Будівництво базиліки велось за проектом провідного французького архітектора П'єра Ле Мюе. Майже після закладення фундаменту закінчилися кошти, і будівництво базиліки було тимчасово припинено. Тільки у 1656 році, через 26 років, було відновлено будівництво. Після відновлення будівництва архітектором став Лібераль Брюан, згодом — Ґабріель Ле Дюк.
У 1666 році базиліку Нотр-Дам-де-Віктуар було освячено архієпископом Парижу Жаном-Франсуа де Ґонді, але будівельні роботи тривали ще не одне десятиліття. Спорудження базиліки було завершено тільки в 1740 році, до цього часу Жаном Сільвеном Карто був оформлений її фасад, та внутрішні інтер'єри.
Під час французької революції монастир августинців був закритий, базиліку розграбували, а сама будівля довший час використовувалося не за призначенням. У ній розташовувалася Національна лотерея та фондова біржа.
Базиліку Нотр-Дам-де-Віктуар було повернути католицькій церкві у 1802 році, і від тоді вона використовується як парафіяльна церква.
У 1836 році кюре Шарль-Елеонор Дюфріше Дестене присвятив базиліку Непорочному Серцю Діви Марії.
Почесний статус «малої базиліки Парижа» отримала у 1927 році.
У 1972 році базиліка Нотр-Дам-де-Віктуар була внесена у список пам'яток Франції.

## Архітектура

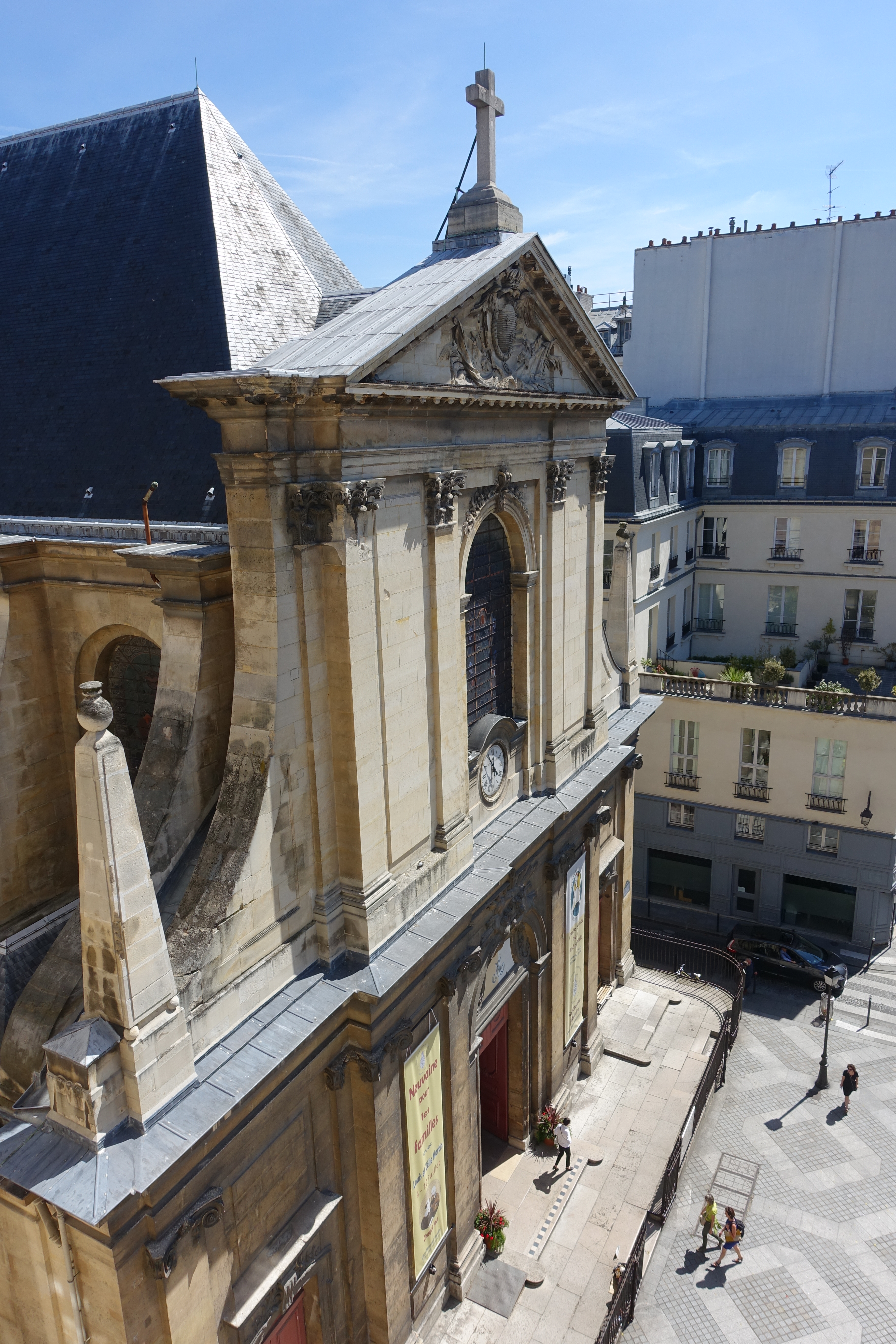
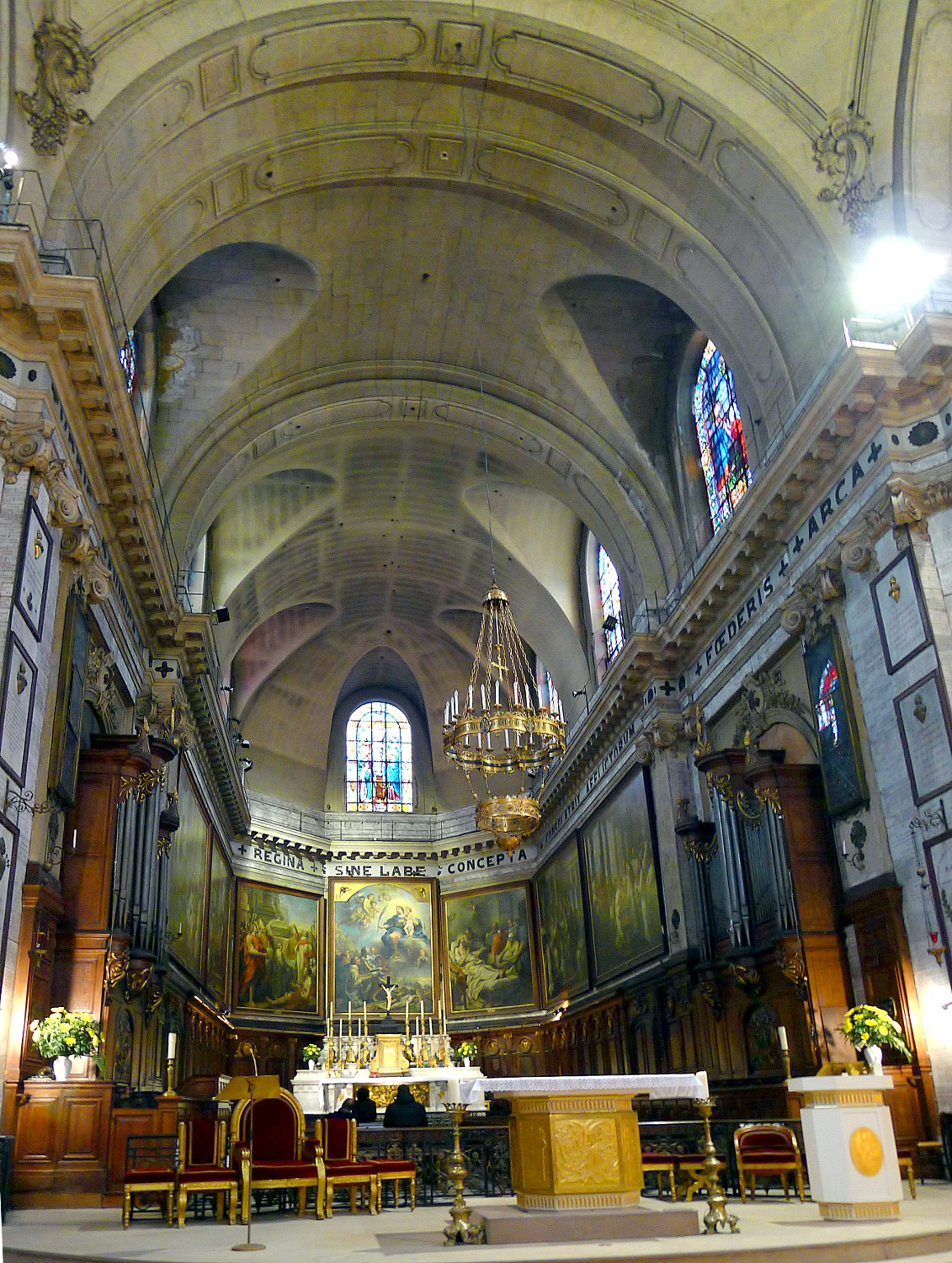
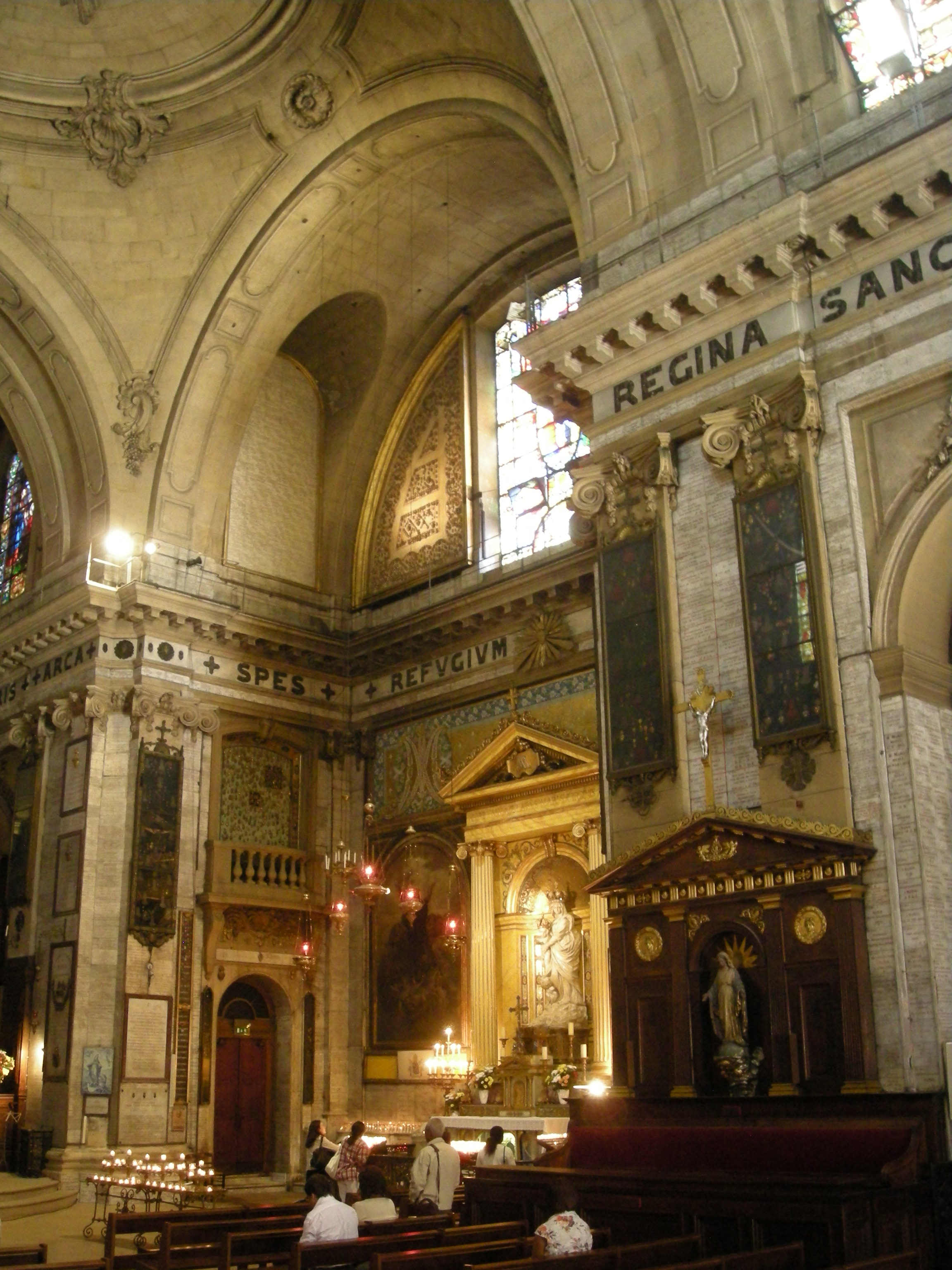

Проект базиліки Нотр-Дам-де-Віктуар розробив архітектор П'єр Ле Мует, вибравши концепцію церкви прямокутної форми з непарним числом різних по висоті нав та бічними капелами, які сполучаються між собою.
Базиліка має строгий симетричний фасад сіруватого кольору, побудований у 1737 році архітектором Жаном Сільвеном Карто. Фасад ділиться на два поверхи, нижній прикрашений іонічними пілястрами, верхній — коринфськими пілястрами. Зверху фасад прикрашений класичним портиком, над яким височить католицький хрест.

## Інтер'єр
Головною окрасою базиліки є її унікальні вітражі та картини, що зображують різні події з життя Святого Августина. Серед картин є сім великих полотен Шарля-Андре ван Лоо, «першого художника» Людовика XV, присвячених життю Святого Августина та облозі Ла-Рошелі, які розташовані в криласі.

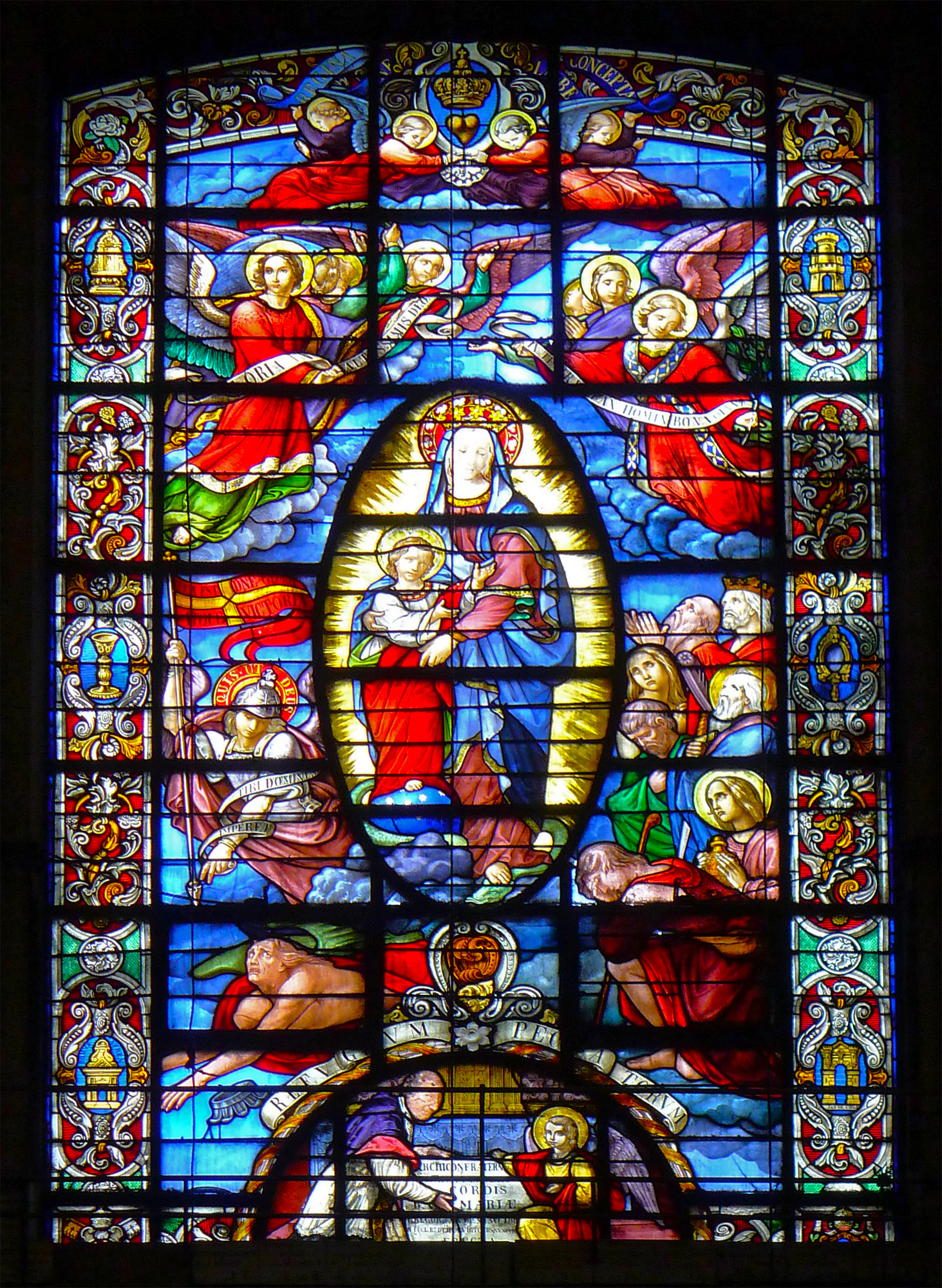
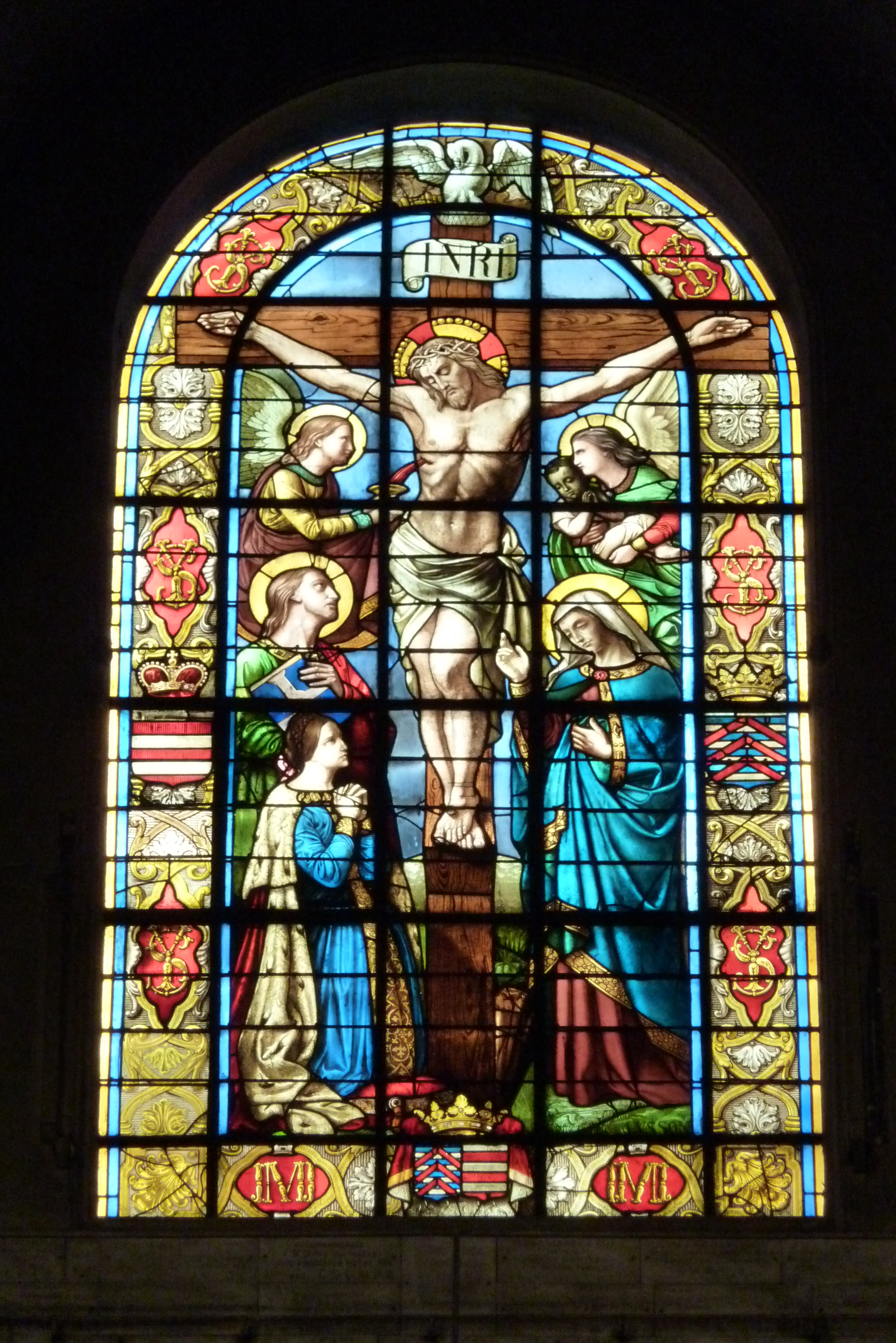
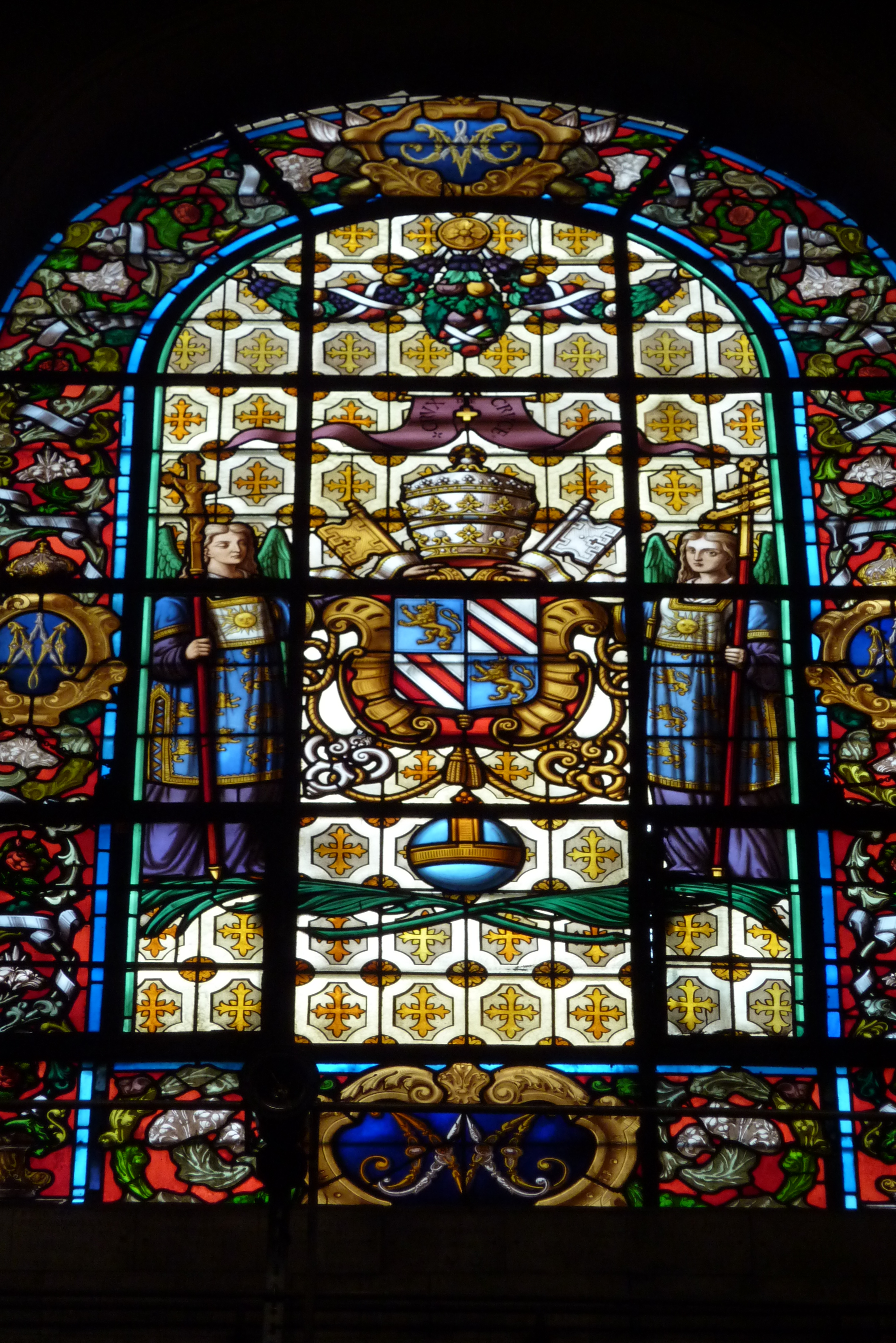
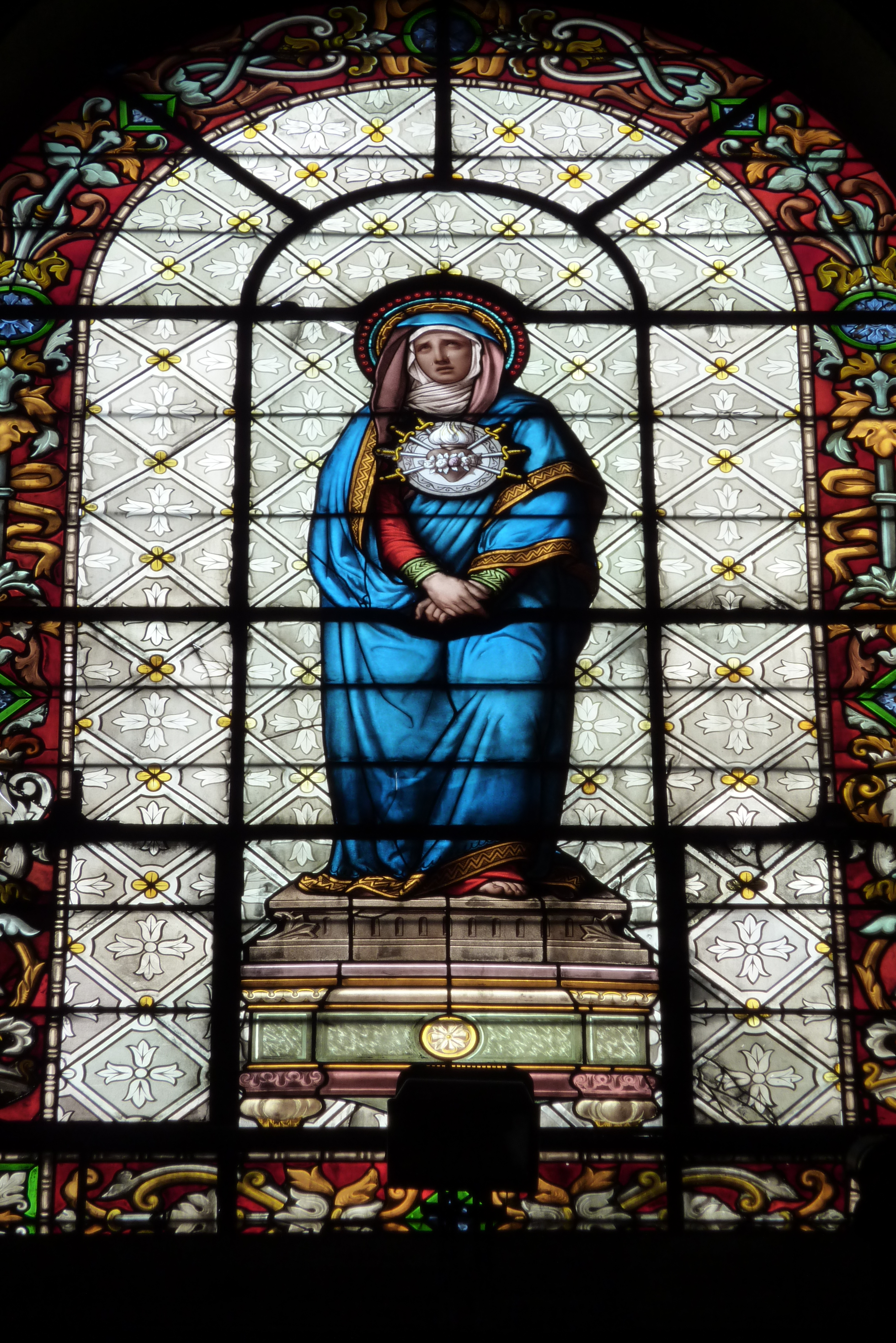
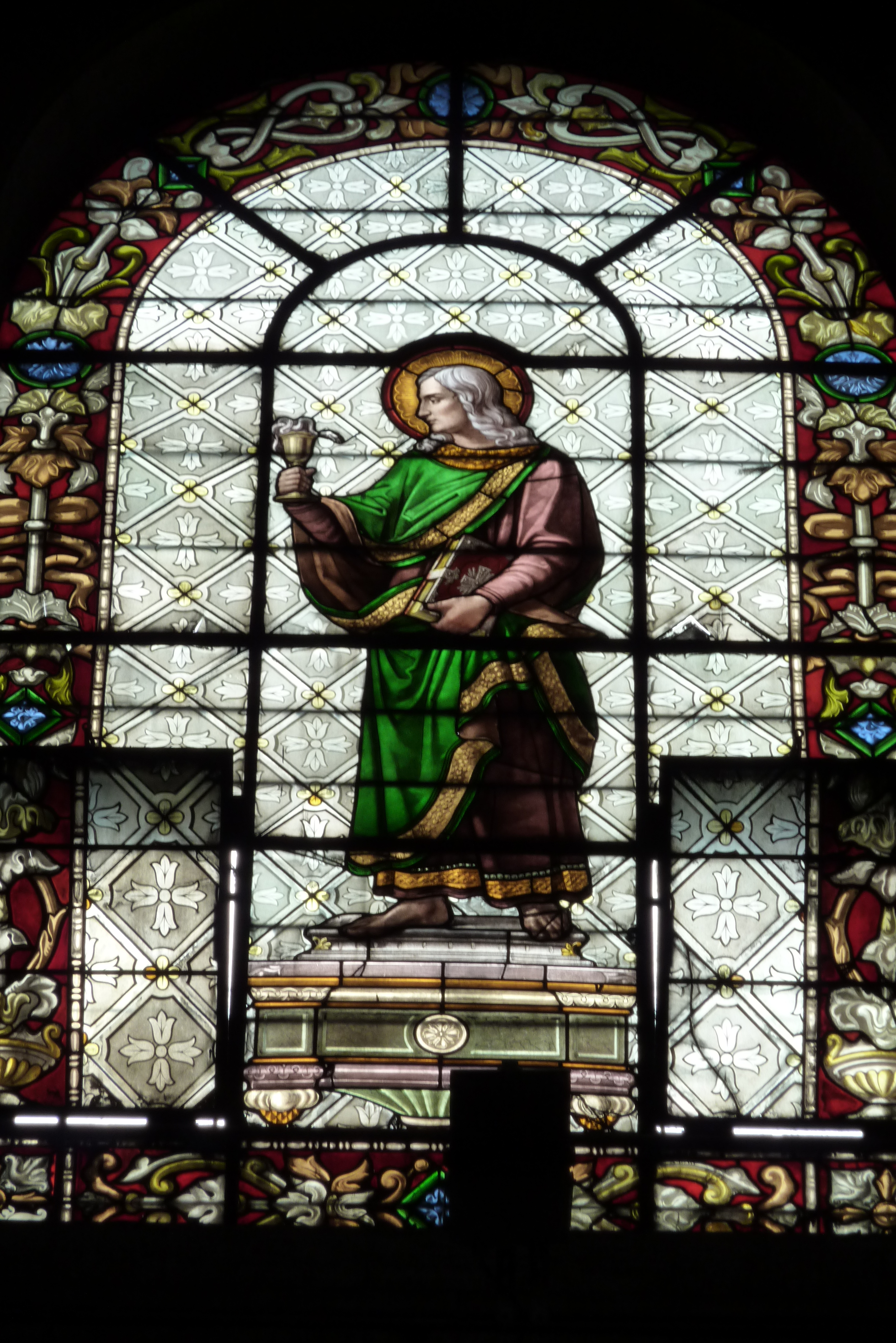

У східній частині трансепту знаходиться чудотворна статуя Діви Марії з Немовлям, що стоїть на кулі, прикрашеній зірками. Перші випадки зцілення чудотворною статуєю були помічені у 1836 року. З цього часу поломники стали приносити Богоматері дари.
У базиліці є органа XVIII століття роботи Луї Реньє. Композитор Франсуа Робердей був органістом у базиліці.
В базиліці поховані:
- Мішель Ламбер — співак та композитор.
- Жан Батіст Люллі — композитор, основоположник французької класичної опери.

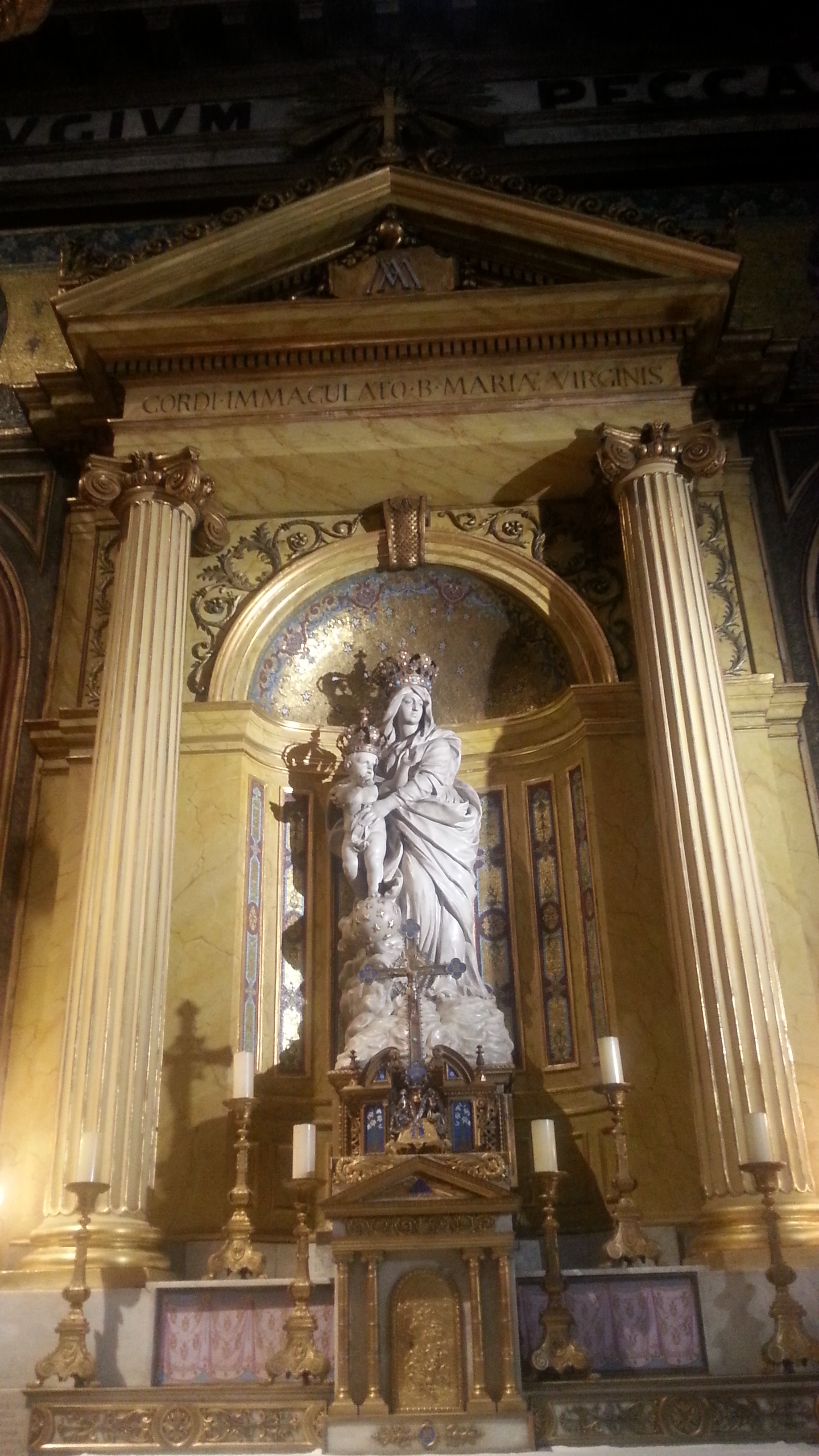
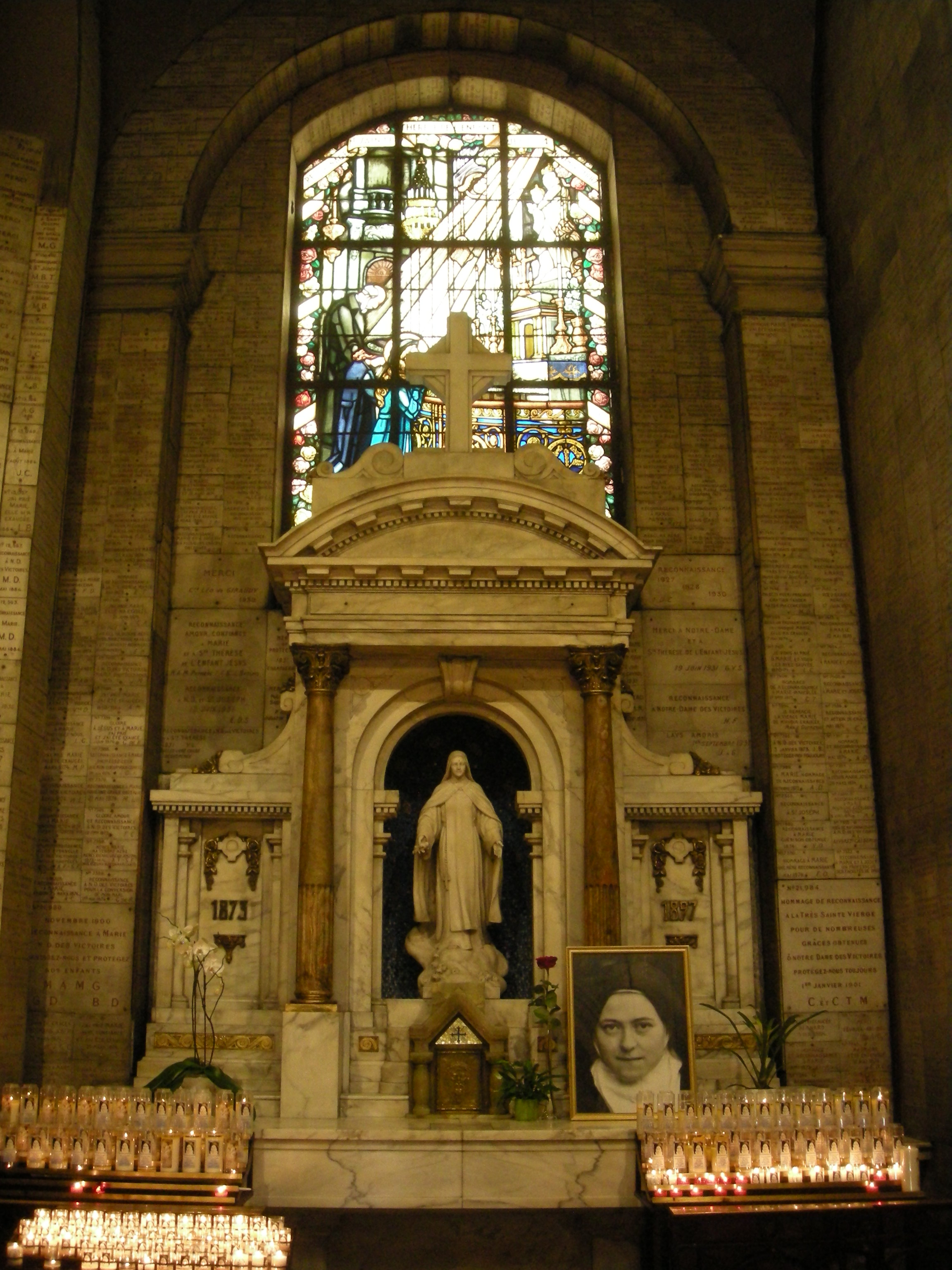
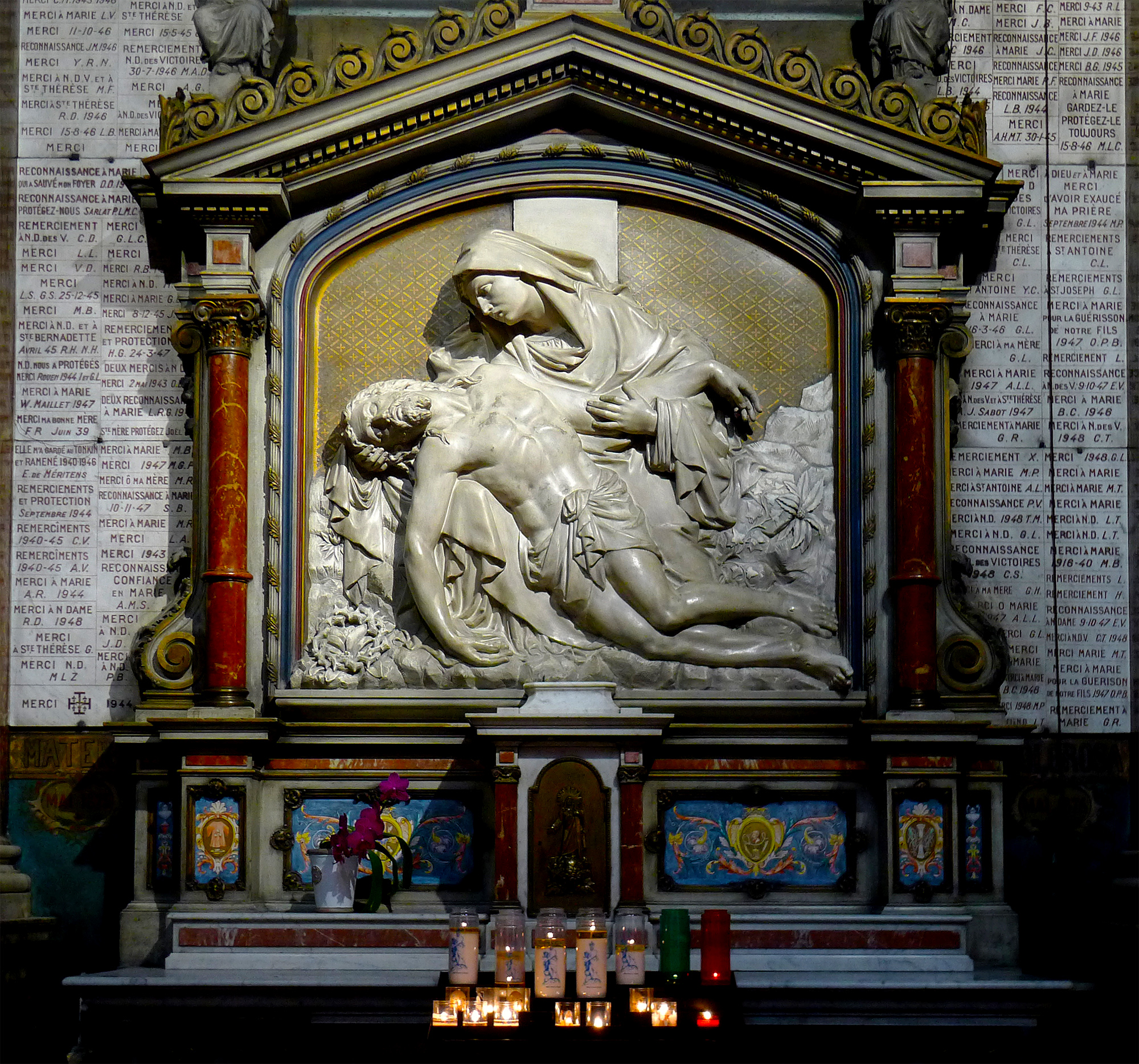
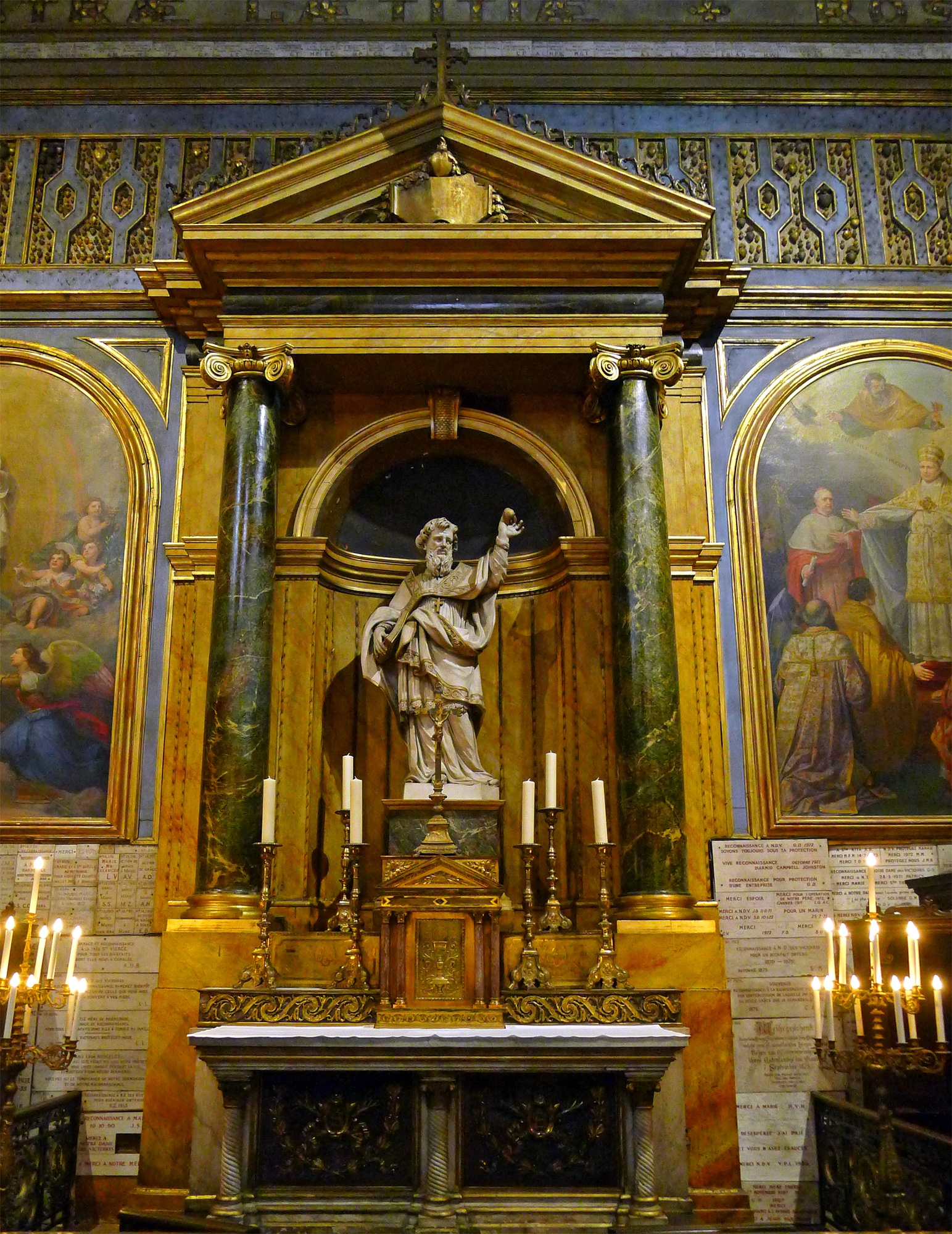
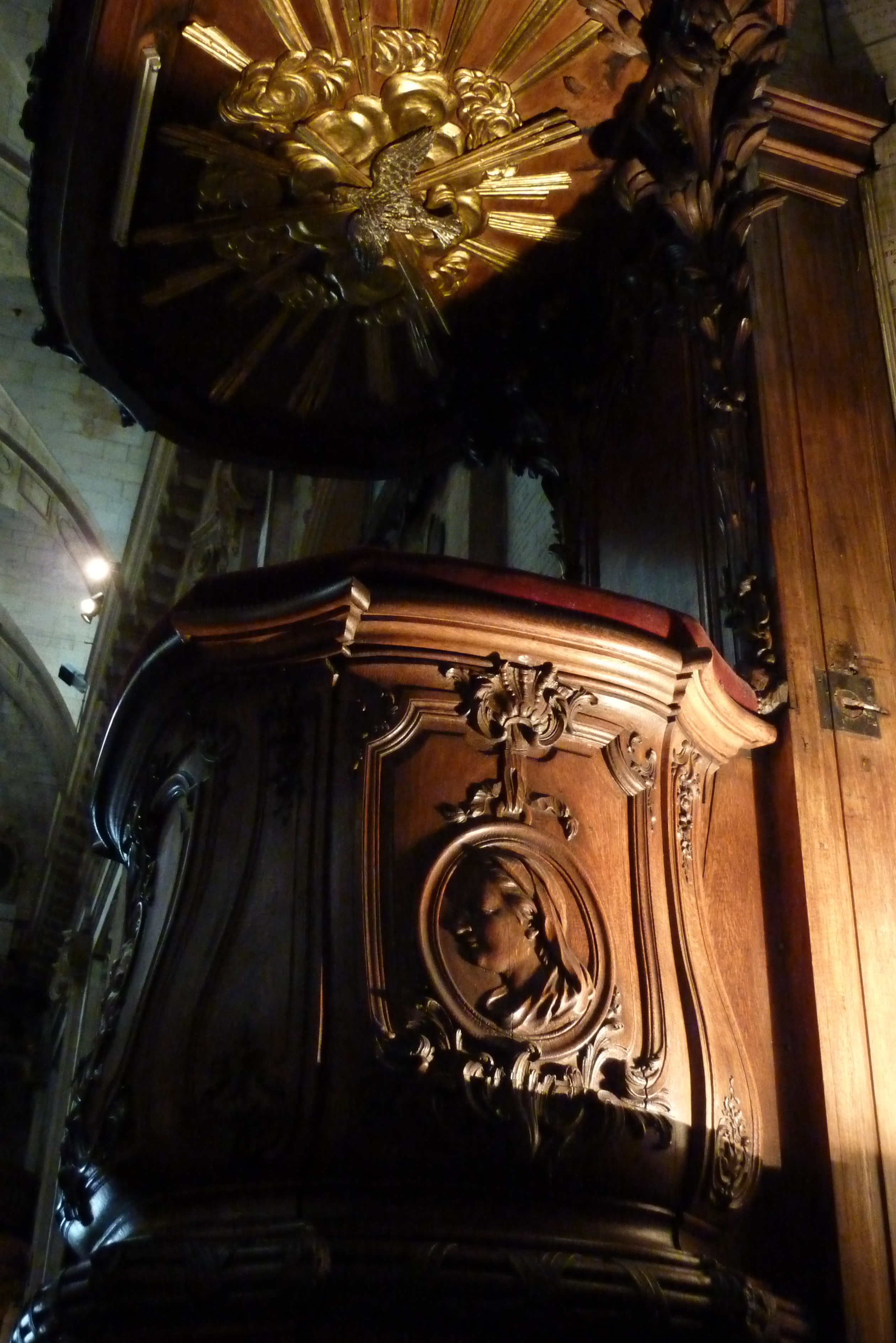
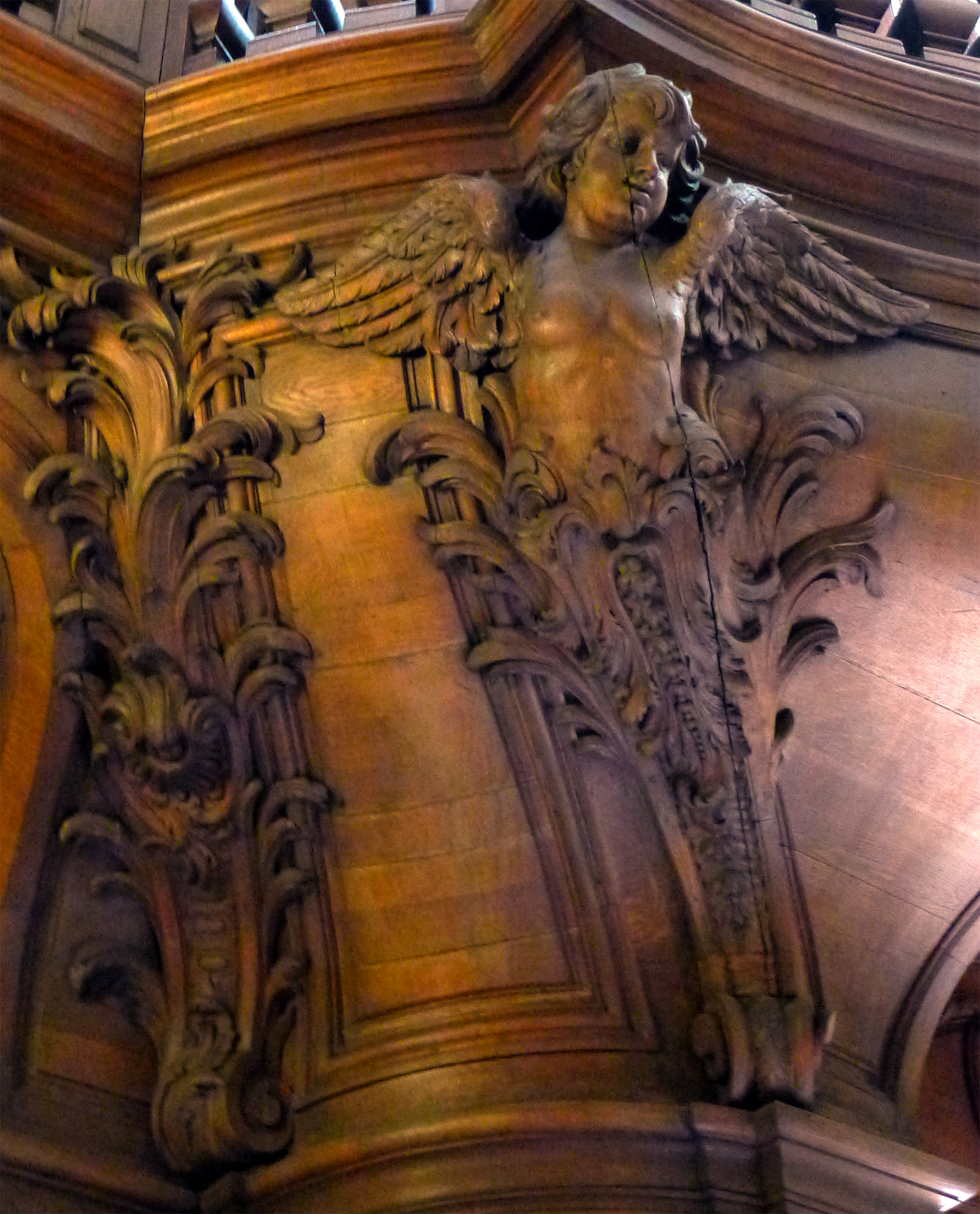
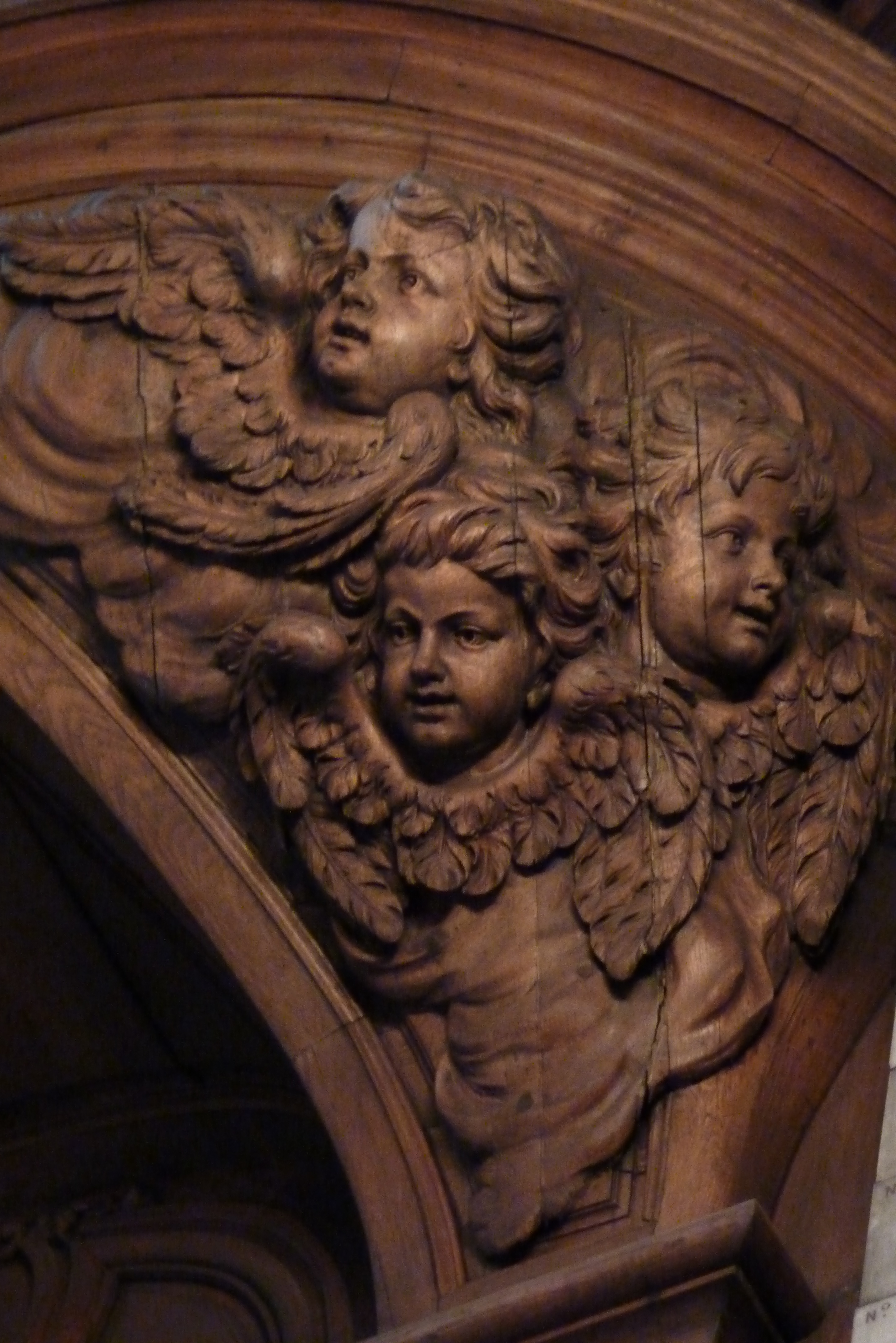
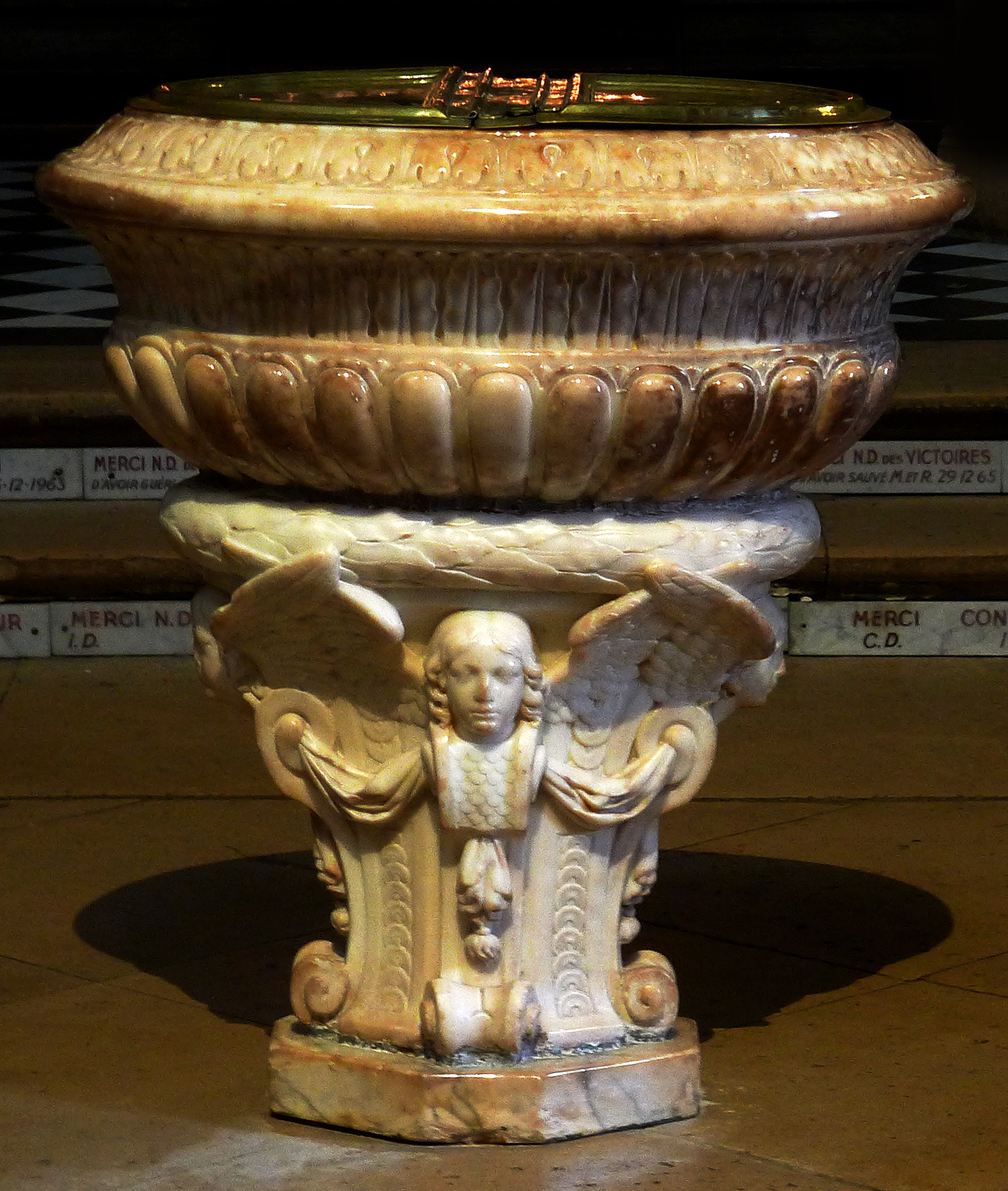
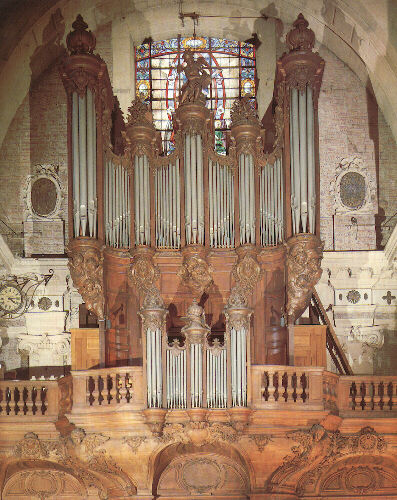
Орган